# 剧院经理
《劇院經理》，作品號K. 486，是沃尔夫冈·阿马德乌斯·莫扎特的配樂喜劇作品，劇本則來自约翰·戈特利布·斯特凡尼，後者是奧地利一位劇院經理。
本劇乃承神羅皇帝约瑟夫二世之命而寫成，傳說皇帝欲設宴款待80名賓客，需要節目助興，故而促成了此劇的創作。莫扎特本人以「帶音樂的喜劇」形容這部作品。

## 背景
《劇院經理》的創作期恰巧也是莫扎特特別忙碌的一段時間，同年稍晚即是《費加洛》的首演，此外他還完成了三部鋼琴協奏曲，「以及其它十數部重要作品」。

### 首演
《劇院經理》於1786年2月7日在維也納申布倫宮舉行了私人的首演。在同一處廳室內，另一角則同時上演安东尼奥·萨列里的喜歌剧劇作《音乐至上》，這種「競爭」關係可比當代樂壇「義大利熱」現象的縮影。之後，此劇在克恩顿门剧院做了三次公開演出，從而為大眾所識。
海外方面，本劇於1857年5月30日在倫敦聖詹姆斯劇院首次演出。1870年11月9日則在紐約（今鲍厄里剧院）完成美國首演。

## 分析
全劇僅動用四名歌者，演出時長約卅分，屬於規模較小的劇作。此外，特色在於絕大部分的內容都以朗誦的形式完成，器樂演奏的占比甚少。話雖如此，當中仍不乏莫扎特的巧思，較為正式的詠唱調仍有〈別離時刻逼近〉（Da schlägt die Abschiedsstunde）、〈美好的年轻人〉（Bester Jüngling）等等。
現代歌劇產業在演出《劇院經理》時，經常將內容改寫以因應現勢。著名的例子有2014年的聖菲歌劇院製作，其將原作中的義語部分改以英語呈現，背景則設定在1920年代的巴黎。另外1966年由安德烈·普列文指揮灌錄的錄音亦是以英語演出。

## 錄音節選
- 安德烈·普列文指揮英國室內樂團，索尼古典，1966年

## 外部連結
- 《剧院经理》：谱子和报道（德语），《莫扎特全集》
- 《劇院經理》：国际乐谱典藏计划上的乐谱